# Льодозавод
Льодозаводьке (крим. Lödozavodske), Льодозавод (крим. Lödozavod) — великий житловий масив Сімферополя, в Залізничному районі міста. Складається з мікрорайонів Льодозавод, Героїв Сталінграду, Маршала Жукова, Промзона, Мерхамет.

## Опис
Мікрорайон знаходиться на заході міста, на сході відділений від основної частини міста залізничною дорогою, на півночі межує з районом Українка, на заході обмежений західним обходом міста та межує з селом Ботке (Дубки), на півдні обмежений кордоном міста та межує з селом Бадана (Перове).
Основні вулиці — Героїв Сталінграду, Маршала Жукова, Маршала Василевського, Вузлова.
Складається з наступних частин:
- Льодозавод — п'ятиповерхова та малоповерхова забудова вулиць Маршала Василевського, Іртиська, Обська, Амурська. Отримав назву по однойменному підприємству.[1]
- Мікрорайон Героїв Сталінграду — багатоповерхова забудова між вулицями Героїв Сталінграду та Марка Донського, сформована щільним масивом 9 поверхових панельних будинків. Мікрорайон знаходиться в низині, тут значно тепліше в зимові морози.[2]
- Мікрорайон Маршала Жукова — багатоповерхова забудова на пагорбі Кум-Баїр, по вулиці Маршала Жукова, сформована масивом 9 поверхових панельних будинків. Через розташування отримав назву «Віднесені вітром» (щоправда, найпоширенішим прізвиськом району залишається «Жучка», а також «Огірки та помідори» — по зеленому та червоному кольорам будинків)[3]. За словами городян, безперечною перевагою мікрорайону є чисте повітря, оскільки він знаходиться на височині. З тієї ж причини звідси чудово видно феєрверки, які запускають на свята в центрі міста. Тут же розташоване одне з найромантичніших місць Сімферополя — оглядовий майданчик, звідки видно майже все місто. У гарну ясну погоду з верхніх поверхів будинків проглядається навіть курортна Миколаївка і Чорне море, до яких приблизно 40 кілометрів.[4] У будинків є проблема з підпірними стінами, оскільки постійно йде рух ґрунту, а деякі будинки стоять на самому схилі.
- Промзона — промзона на південь від вулиці Героїв Сталінграду, доходить до кордону міста з селом Бадана (Перове), основна вулиця Вузлова.
- Мерхамет (крим. Merhamet) — малоповерхова забудова між вулицею Маршала Жукова та західним обходом міста, район компактного проживання кримських татар. Район з'явився у 1990-2000-ні роки, отримав назву по одній з головних вулиць.

Тут розташовані Пивобезалкогольний комбінат «Крим», ТОВ «Кримська Горілчана Компанія», ринок «Лівадія», школа № 29, школа № 10, Сімферопольське вище професійне училище залізничного транспорту.
З центром та іншими частинами міста мікрорайон зв'язаний тролейбусом № 15, автобусами та маршрутками.

## Історія
Раніше тут було передмістя, мікрорайони почали формуватися у 1970-х роках.
Першим будувався район Льодозаводу, наступним забудовувалася територія біля Миколаївського шосе, що у межах міста було перейменовано на вулицю Героїв Сталінграда. На початку 1980-х було побудовано пивзавод (нині — пивобезалкогольний комбінат «Крим»), а навпроти нього росли житлові квартали: з'явилися багатоповерхові будинки, школа і дитячі садки. Тоді в Сімферополі відбувався масштабний розвиток автобусних маршрутів і частину з них пустили до нових кварталів.
Район закінчувався біля місця розстрілу підпільників Дубки, але потім житла стало не вистачати, і вище почали будувати нові будинки. Новий масив отримав назву по вулиці Маршала Жукова.
Маршала Жукова та Героїв Сталінграда стали останніми мікрорайонами радянського часу із завершеним будівництвом інфраструктури до розвалу СРСР.
У 1990-х роках, з поверненням з депортації кримських татар, почала формуватися приватна забудова навколо, що з часом отримала назву мікрорайон Мерхамет.
У 2010-ті роки, з будівництвом західного обходу міста сформувався загальний кордон району.

## Галерея

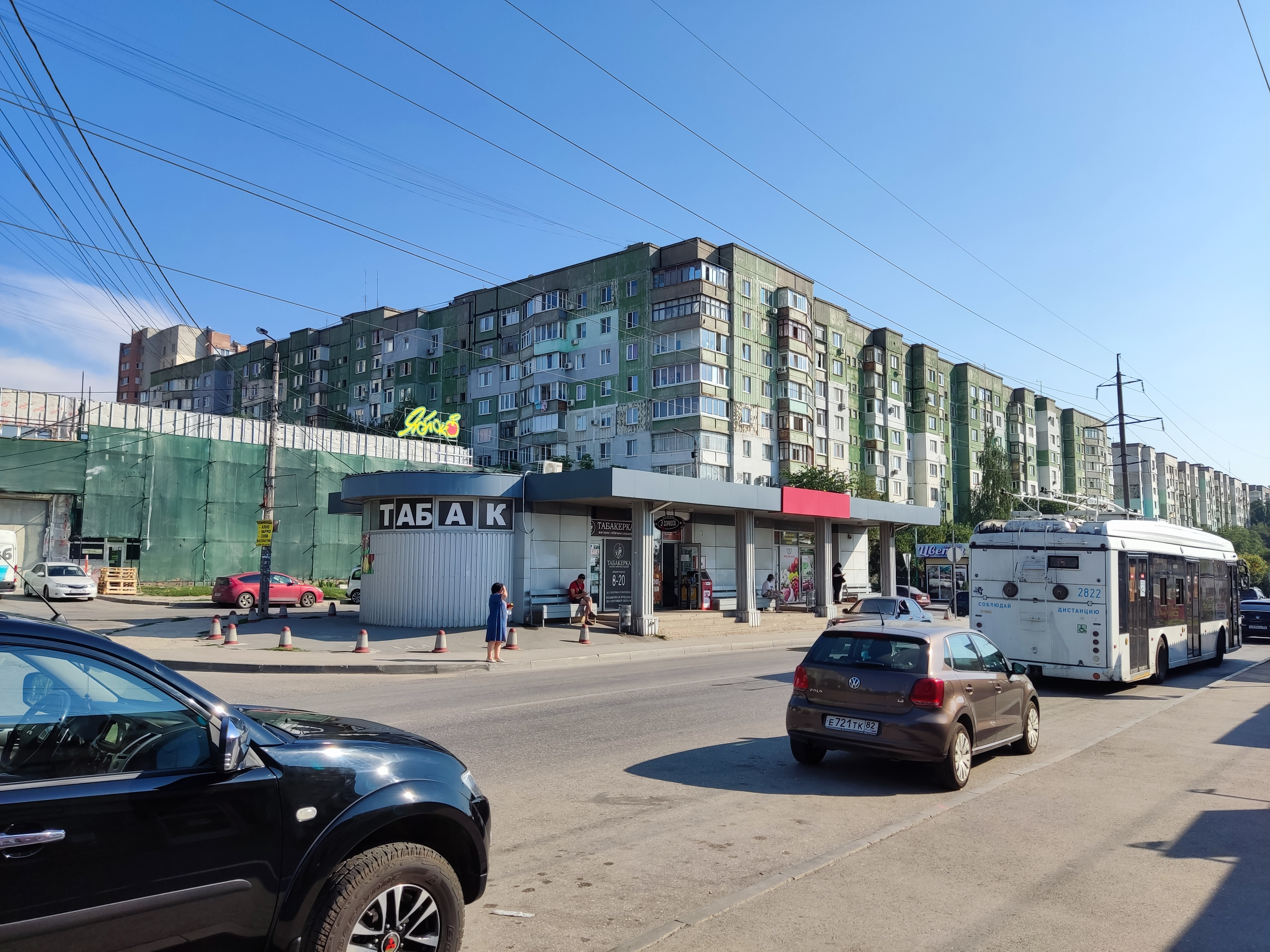
Мікрорайон Маршала Жукова
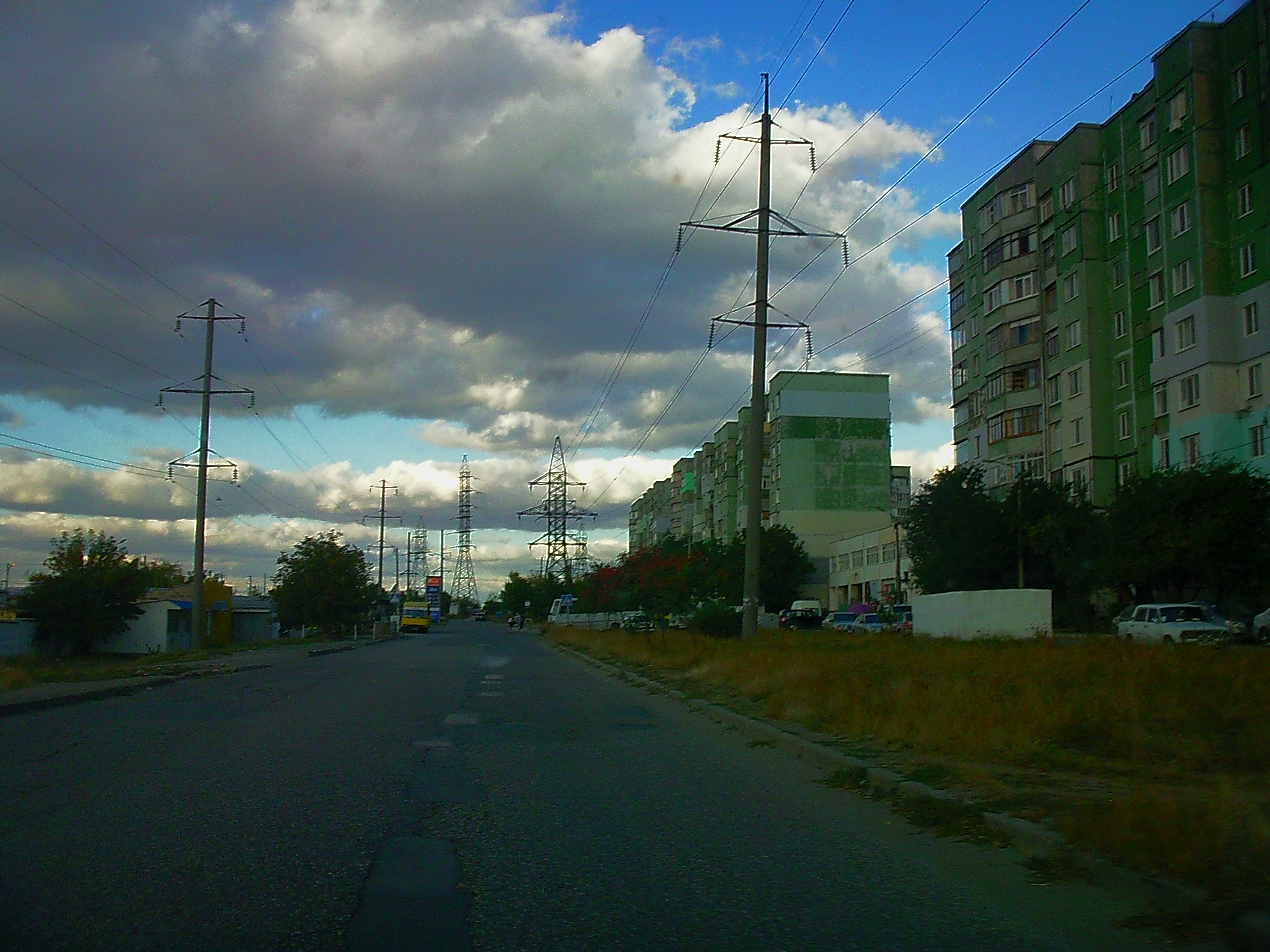
Мікрорайон Маршала Жукова